# Herbert Eulenberg

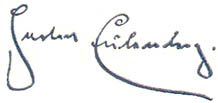
Signatur von Herbert Eulenberg

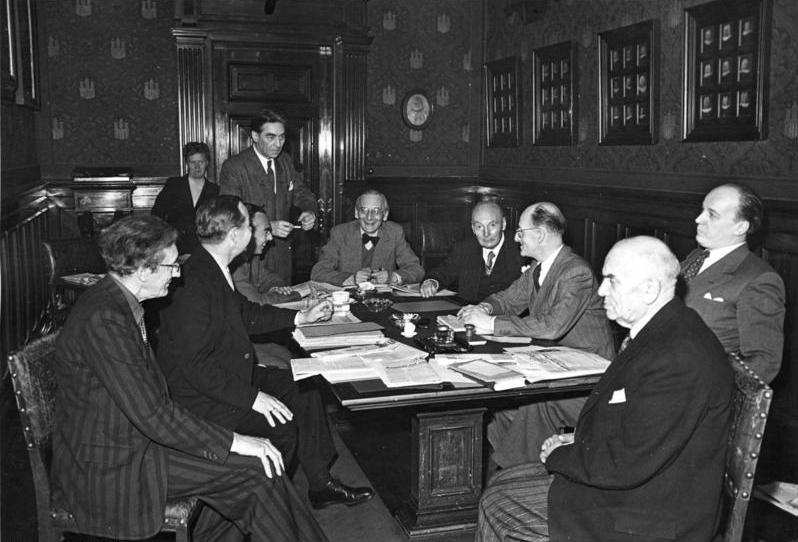
12. April 1949 bei einer Tagung des Deutschen PEN-Zentrums in Hamburg, vierter von rechts

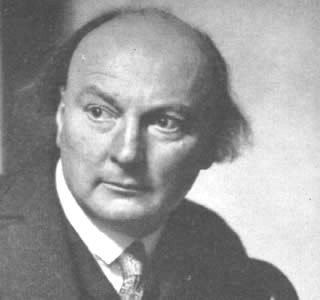
Herbert Eulenberg aus „So war mein Leben“

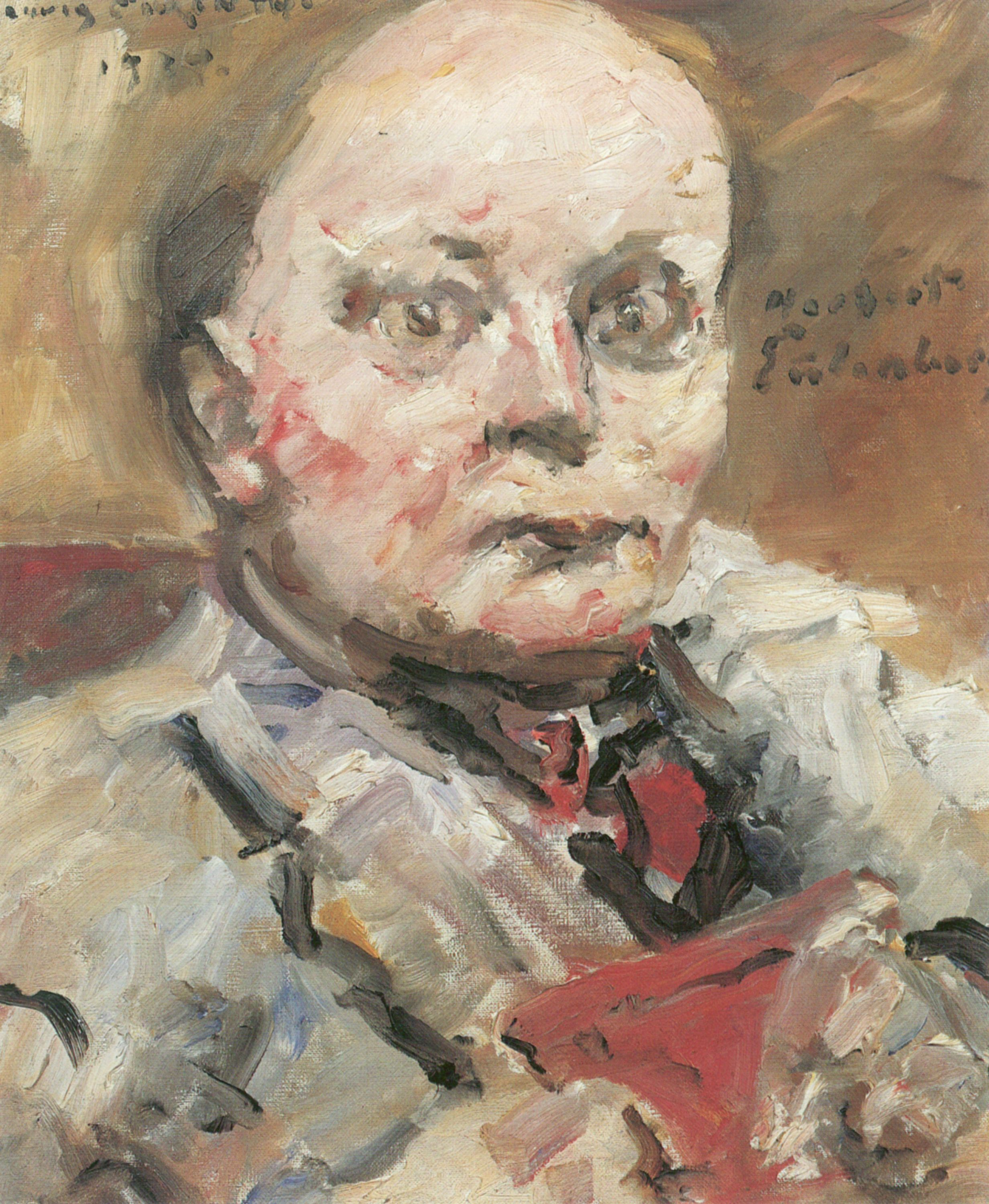
Lovis Corinth: Porträt des Dichters Herbert Eulenberg, 1924, Belvedere, Wien

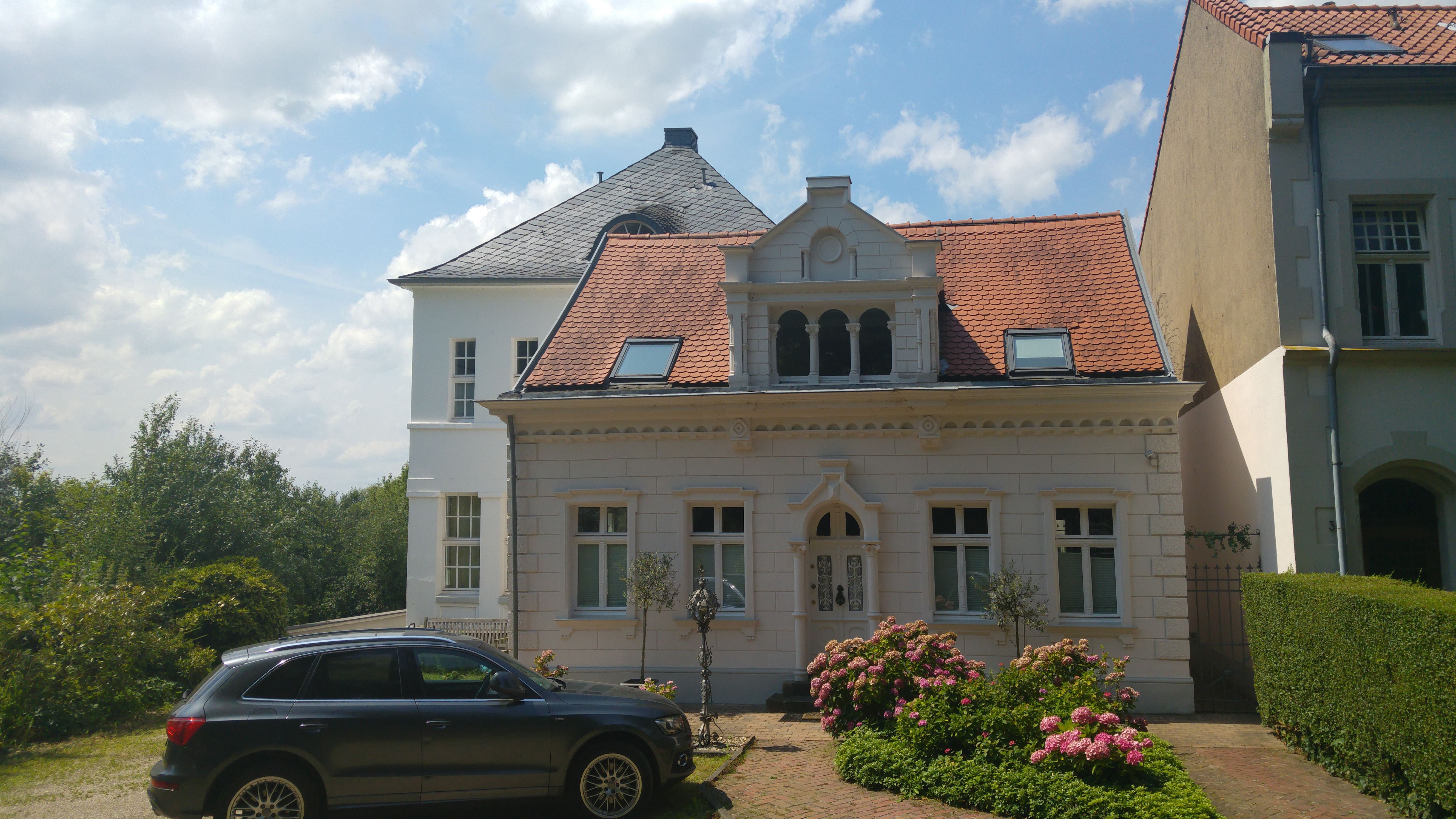
Haus Freiheit (2017)

Max Herbert Eulenberg (* 25. Januar 1876 in Mülheim am Rhein; † 4. September 1949 in Düsseldorf-Kaiserswerth) war ein deutscher Schriftsteller und kämpferischer Humanist. Dem Anpassungsdruck während der Zeit des Nationalsozialismus widersetzte er sich erfolgreich.

## Leben
Der Sohn eines rheinischen Maschinenbau-Unternehmers studierte Rechtswissenschaft an der Friedrich-Wilhelms-Universität Berlin, der Ludwig-Maximilians-Universität München, der Universität Leipzig und der Rheinischen Friedrich-Wilhelms-Universität Bonn, wo er 1900 zum Dr. jur. promoviert wurde. Sein Lehrer Ernst Zitelmann bezeichnete ihn schon damals als „verirrten Juristen und versteckten Poeten“. Eulenberg begann den juristischen Vorbereitungsdienst in Opladen und Köln. Zu dieser Zeit wurde Ferdinand Bonn durch das Trauerspiel Leidenschaft auf Eulenberg aufmerksam und verpflichtete ihn als Dramaturg an das Berliner Theater. Durch diese Verbindung ergaben sich erste Kontakte zu der Schauspielerin Louise Dumont.
Im Frühjahr 1901 begegnete er in Berlin seiner späteren Frau Hedda, die zu dieser Zeit noch mit Arthur Moeller van den Bruck verheiratet war und sich bereits als Übersetzerin angelsächsischer und französischer Literatur einen Namen gemacht hatte. 1903 gab er den juristischen Brotberuf auf und arbeitete als Dramaturg in Berlin und freier Schriftsteller. 1904 ging er mit Louise Dumont und Gustav Lindemann nach Düsseldorf an das von ihnen geschaffene neue Schauspielhaus Düsseldorf, wo er bis 1909 als Dramaturg und zudem Gestalter der sonntäglichen Morgenfeiern arbeitete. Seine Schillerrede von 1909 war stark umstritten. Der 1911 in der Zeitschrift Pan veröffentlichte Brief eines Vaters unserer Zeit brachte ihm einen Prozess wegen Verbreitung unzüchtiger Schriften ein, der jedoch mit Freispruch endete. 1912 ließ sich Eulenberg von dem Düsseldorfer Künstler Fritz Helmuth Ehmcke die Erweiterung seines Wohnhauses Burgallee 4 in Kaiserswerth (Haus Freiheit) entwerfen. In dessen Garten fanden er und seine Ehefrau ihre letzte Ruhe.
1913 erschien mit Belinde Eulenbergs erfolgreichstes Drama, für das er mit dem Volks-Schillerpreis ausgezeichnet wurde. Allerdings trug ihm sein hartnäckiges Festhalten am neuromantischen Stil seiner Stücke zunehmend Kopfschütteln und Absagen ein, sodass er sich notgedrungen auf journalistische Arbeiten, Essays und Herausgebertätigkeiten verlegte. Im Ersten Weltkrieg wurde er, wie zahlreiche andere deutsche Künstler (darunter Hermann Struck, Karl Schmidt-Rottluff, Magnus Zeller, Richard Dehmel, Arnold Zweig, Walter Petersen, Hugo Lederer, Franz Metzner, Ludwig Manzel), von der Heeresleitung in das Oberkommando Ost der deutschen Armee eingeladen. 1919 gründete er gemeinsam mit den Malern Arthur Kaufmann und Adolf Uzarski in Düsseldorf die Künstlervereinigung Das Junge Rheinland. Er stand im Austausch mit zahlreichen prominenten Kulturschaffenden, etwa Stefan Zweig, Erich Mühsam, Hans Pfitzner, Heinz Rühmann. Die Maler Lovis Corinth, Otto Dix und Max Pechstein porträtierten Eulenberg. Das am Rheinufer gelegene gastfreundliche Haus des Weinkenners war weithin bekannt. 1923 unternahm Eulenberg mehrere Vortragsreisen nach Nordafrika, Palästina und in die USA, wo er „als erster Deutscher nach Einstein“ an der Columbia University sprechen durfte.
In der Zeit des Nationalsozialismus wurden seine Dramen verboten, seine Bücher durften nicht mehr gedruckt und verkauft werden. Androhungen von Parteimitgliedern, die den Pazifisten und Demokraten als „rothaarigen Juden“ fortwährend denunzierten, hielt er stand; wahrscheinlich bewahrte ihn allein seine große Bekanntheit vor der Einlieferung in ein Konzentrationslager. Als seine unter Pseudonymen geschriebenen Glossen auch bei der Düsseldorfer Tageszeitung Der Mittag nicht mehr erwünscht waren, setzte er auf die finanzielle Unterstützung von Freunden, um sich nicht anbiedern zu müssen. Neue Dramen (im alten Stil) schrieb er „für die Schublade“.
Nach dem Zweiten Weltkrieg war Eulenberg ständiger Mitarbeiter der Zeitschriften Aufbau und Die Weltbühne. 1948 erhielt er für seine Heinrich-Heine-Biografie den Heinrich-Heine-Preis der Hamburger Heinrich-Heine-Gesellschaft. Im Kulturbund zur demokratischen Erneuerung Deutschlands engagierte er sich für den Aufbau eines kulturellen Programms für das zerbombte Düsseldorf. 1949 erhielt er (mit etlichen anderen Personen) den neugeschaffenen Nationalpreis der DDR.

## Wirkung
1925 gibt Meyers Lexikon Eulenberg als einen der „fruchtbarsten und meistgespielten Bühnendichter der Gegenwart“ aus. Ähnlich formuliert das 1972 in der DDR erschienene Lexikon deutschsprachiger Schriftsteller, Eulenberg habe „vor 1933 zu den meistaufgeführten Autoren der deutschen Bühne“ gezählt. Nach Bernd Kortländer ist diese Feststellung reichlich kühn. Der von Eulenberg zeitlebens ersehnte Durchbruch als Dramatiker sei dem lebenslustigen Rheinländer nie vergönnt gewesen. „Die Kritik bemerkte bereits 1911, er werde als der deutsche Autor mit den meisten Premieren und den wenigsten Aufführungen in die Geschichte eingehen.“ Mit Ausnahme seiner drei Essay-Bände Schattenbilder sei der Absatz von Eulenbergs literarischen Erzeugnissen schon „Mitte der 1920er Jahre“ weitgehend zum Erliegen gekommen; „die deutschen Bühnen ignorieren seine Dramen; die großen Erfolge liegen lange zurück. Er verdient sein Geld mit Brotarbeit: Vorworte, Herausgeberschaften, Rezensionen und kleine Feuilletons.“ Auch als Romancier und Lyriker habe er allenfalls Achtungserfolge errungen. In seinem von der literarischen Kritik überwiegend verrissenen Roman Um den Rhein von 1927 etwa türmten die Figuren mit den „sprechenden Namen“ (beispielsweise „Unruh“ und „Wohlleben“) „Klischee auf Klischee“.
„Lebhafte Phantasie und starkes Temperament, bei oft mangelndem Sinn für die strenge Form und einer gewissen Neigung zum Verblüffenden und Grotesken“, seien die Grundzüge von Eulenbergs Schaffen, das oft „an die Dichter der Sturm- und Drangzeit“ erinnere, heißt es bei Meyers. Das DDR-Lexikon wirft Eulenberg „eklektizistische Traditionswahl“ und „neuromantische Stilisierung“ vor. Er habe „keinen produktiven Beitrag zur Weiterentwicklung des realistischen Dramas“ geleistet. Auch das Erzählwerk sei künstlerisch unausgewogen. Eulenbergs „bleibende Leistung“ sei in jenen aus den Düsseldorfer „Morgenfeiern“ hervorgegangenen, in viele Sprachen übersetzten „kleinen Meisterwerken“ zu sehen, „die unter dem Titel Schattenbilder (1910) / Neue Bilder (1912) / Letzte Bilder (1915) erschienen sind und in populärer Form (ebenso wie seine überaus produktive Herausgebertätigkeit) Wesentliches zur Vermittlung fremder Kulturen und des humanistischen deutschen literarischen Erbes beigetragen haben.“ Diese Wertschätzung wird sowohl von Kortländer wie der Brockhaus Enzyklopädie geteilt.
Laut Kindlers Neuem Literaturlexikon habe der „neuromantische“ Dramatiker Eulenberg eine stilisierte, gekünstelte Sprache und liebe „pathetische Monologe“. Statt Figuren lasse er oft nur „blasse Symbole“ auftreten. „Idylle und Rüpelszene durchdringen sich.“ Gerade die Zeitenthobenheit der Handlungen überführe Eulenbergs Stücke der modischen Attacke gegen den abklingenden Naturalismus.

„Dagegen ist er, was ganz unbestritten ist, heute der König der Journalisten. Für diesen Zweig der Kunst, und es ist genau so gut eine Kunst wie Lyrik, Roman oder Drama, - ist die Flüssigkeit und Leichtigkeit Eulenbergs gerade die richtige Begabung. Kein Journalist weit und breit, oder noch besser gesagt, Feuilletonist versteht es, irgendeinen toten oder welken Charakter uns so nahezubringen, neu erstehen zu lassen, wie dieser angeblich vom Schicksal, d. h. von der Stadt Düsseldorf, hart mitgenommene Dichter [...]“

### Schattenbilder
Kortländer bescheinigt Eulenberg eine „Kunstreligiosität“, die sich erstaunlicherweise in den literarischen Früchten jener Düsseldorfer „Morgenfeiern“ nicht niedergeschlagen zu haben scheint. Schon der erste Band dieser als Schattenbilder ausgegebenen Porträts (beispielsweise von Goethe, Schubert, Heine) war ungewöhnlich erfolgreich; nach Kortländer brachte er es zwischen 1910 und 1927 auf immerhin 85.000 verkaufte Exemplare. „Eulenberg sah dieses Genre, auch wenn er es aus kommerziellen Gründen bis zum Schluss weiter pflegte, immer nur als ein Nebenprodukt seines Schaffens an, als ein Instrument seiner kulturellen Mission, als Äußerungen eines 'Volkspredigers'.“
„Und so sind die meist nur 5 bis 6 Seiten langen Porträts auch angelegt: 'Es galt, sich kurz zu fassen, klar zu sein, Phrasen zu vermeiden und jedem, auch dem Laien in literarischen Dingen, verständlich zu bleiben.' Die Zugangswege, auf denen er sich Schicksal und Wesen der vorzustellenden Figuren nähert, sind sehr unterschiedlich und bunt: Mal sind es anekdotenhafte Schilderungen, mal erfundene Gespräche oder Begegnungen; mal wählt er drei Tage exemplarisch aus, um das gesamte Leben zu zeichnen, mal gibt er einen kompletten Überblick. Immer wollen diese Skizzen nur so etwas wie ein Introitus zum Eigentlichen sein, zur Lektüre der heiligen Texte selbst, wie ja auch tatsächlich in den Morgenfeiern zeitlich der Vortrag der Originaltexte dominierte.“

### Mythen
Trotz aller Verrisse und dem langsamen Verschwinden seines Werkes sei Eulenberg „als Persönlichkeit des deutschen Geisteslebens, als geistig-moralische Autorität, als liebenswerte Inkarnation des rheinischen Poeten“ nach wie vor im Bewusstsein eines erstaunlich großen Teils nicht nur der rheinischen, sondern der gesamten deutschen Öffentlichkeit präsent geblieben, stellt Kortländer fest. „Herbert Eulenberg war, ohne dass er es selbst merkte und gewiss ohne dass er es gewollt hätte, bereits zu Lebzeiten zur Legende seiner selbst geworden.“ Nach Kriegsende sei er dann aufgrund seiner ohne Zweifel bewundernswert aufrechten Haltung dem Faschismus gegenüber „zum Inbegriff des guten Menschen, zu einer Ikone des bürgerlichen Widerstandes“ geworden.
Dabei habe niemand so recht gemerkt, dass Eulenberg auch zuletzt noch vor allem um sein Überleben als Autor kämpfte. „Diesen Kampf hatte er allerdings bereits früher verloren. Was von ihm bleibt, ist die Erinnerung an einen Künstler und Menschen, der sich auf seine liebenswürdig 'rheinische' Art eingemischt hat in die Kämpfe seiner äußerst bewegten Zeit und sich dabei weder moralisch noch künstlerisch hat verbiegen lassen. Blickt man sich um unter seinen Zeit- und Weggenossen, dann ist das sehr viel.“

## Auszeichnungen und Ehrungen
- 1912: Preis der Peter-Wilhelm-Müller-Stiftung
- 1913: Volks-Schillerpreis
- 1919: Wiener Volkstheaterpreis
- 1946: Ehrenbürger der Stadt Düsseldorf
- 1948: Heinrich-Heine-Preis der Heinrich-Heine-Gesellschaft Hamburg
- 1949: Nationalpreis der DDR

## Werke (Auswahl)

### Als Autor
Aufsatz
- Freundesworte. In: Leo Statz: Der Sillbund. Drei-Eulen-Verlag, Düsseldorf 1946, Seite 11–20 (Nachruf auf den von den Nazis ermordeten Statz)

Autobiographisches
- Mein Leben für die Bühne. Cassirer, Berlin 1919 (Früherer Titel: Bühnenbilder).
- So war mein Leben. Verlag die Fähre, Düsseldorf 1948.

Erzählungen
- Allmutter Maria (Kleine-Drei-Birken-Bücherei; Bd. 22). Hermann Hübener Verlag, Berlin 1947.
- Amerikanus. Amerikanische Lichtbilder. Thyrsos-Verlag, Wien 1924.
- Casanovas letztes Abenteuer und andere erotische Begebenheiten. Carl Reissner, Dresden 1928. (Textausgabe, Projekt Gutenberg)
- Das deutsche Angesicht. Eine Auswahl für’s Feld, Cassirer, Berlin 1916.
- Das Marienbild. In: Neue deutsche Erzähler, Band 1, Franke-Verlag, Berlin 1930 (mit Max Brod u.a).
- Der Bankrott Europas. Erzählungen aus unserer Zeit. Gurlitt, Berlin 1919.
- Der Guckkasten. Schauspieler-Bildnisse. Desch, München 1948 (früherer Titel: Der Guckkasten. Deutsche Schauspielerbilder).
- Der gute Onkel. Erzählung. Drei-Säulen-Verlag, Bad Wörishofen 1947.
- Du darfst ehebrechen! Eine moralische Geschichte. Allen guten Ehemännern gewidmet. Rowohlt, Leipzig 1909.
- Erscheinungen. Engelhorn, Stuttgart 1923.
- Glaube, Liebe, Hoffnung. Arnold, Berlin 1949 (EA Berlin 1942).
- Glückliche Frauen. Avalun-Verlag, Hellerau 1929.
- Komödien der Ehe. Gurlitt, Berlin 1918.
- Liebesgeschichten. Dürr & Weber, Leipzig 1922.
- Sonderbare Geschichten. Rowohlt, Leipzig 1910.
- Zwischen zwei Frauen. Eine Schicksalsgeschichte. Engelhorn, Stuttgart 1926.
- Zwischen zwei Männern. Eine Lebensdichtung. Engelhorn, Stuttgart 1928.

Essays
- Brief eines Vaters unserer Zeit. In: PAN, Jg. 1. (1911), Nr. 11 vom 1. April, S. 358–363.
- Deutsche Geister und Meister. Wolff, Berlin 1934.
- Die Kunst in unserer Zeit. Eine Trauerrede an die deutsche Nation. Rowohlt, Leipzig 1911.
- Die Windmühle (Der junge Tag; Bd. 7). Deutsche-Dichter-Gedächtnis-Stiftung, Hamburg 1929.
- Gestalten und Begebenheiten. Reissner, Dresden 1924.
- Vom Silberband der Donau rings umwunden. Gestalten aus Alt Österreich. Gurlitt, Wien 1951.

Lyrik
- Deutsche Sonette. 3. Aufl. Wolff, Leipzig 1915.
- Ikarus und Daedalus. Ein Oratorium. Rowohlt, Leipzig 1912.
- Michel. Ein deutsches Heldengedicht. Bruns-Verlag, Minden 1928.
- Nachsommer. Gedichte. Gurlitt, Berlin 1942 (illustriert von Albert Schaefer-Ast).

Reisebücher
- Das Buch vom Rheinland (Was nicht im „Baedeker“ steht, Bd. XII). Piper Verlag, München 1931 (illustriert von Franz M. Jansen und Otto Pankok).
- Palästina. Eine Reise ins gelobte Land. Rembrandt-Verlag, Berlin 1929.

Romane
- Auf halbem Wege. Roman. Wegweiser-Verlag, Berlin 1928 (EA Stuttgart 1921).
- Katinka die Fliege. Ein zeitgenössischer Roman. Wolff, Leipzig 1911 (inspirierte Waldemar Bonsels zu seinem Roman Die Biene Maja und ihre Abenteuer).
- Mensch und Meteor. Roman. Reissner, Dresden 1925.
- Mungo und Bungalo die beiden Überaffen. Ein heiterer Roman. Verlag, Arnold, Berlin 1948.
- Um den Rhein. Roman. Späth-Verlag, Berlin 1927.
- Wir Zugvögel. Roman. Engelhorn, Stuttgart 1923.

Sachbücher
- Anna Boleyn (Die neuen Bilderbücher). Gurlitt Verlag Berlin 1920 (illustriert von Lovis Corinth).
- Fritz August Breuhaus De Groot. Mit Max Osborn, Hübsch, Berlin 1929.
- Cicero. Redner, Denker und Staatsmann. Gericke, Wiesbaden 1949 (Früherer Titel: Cicero. Der Rechtsanwalt, Redner, Denker und Staatsmann).
- Die Familie Feuerbach. In Bildnissen. Engelhorn, Stuttgart 1924 (behandelt u. a. Anselm, Henriette und Ludwig Feuerbach).
- Die Hohenzollern. Bruno Cassirer Verlag, Berlin 1928.
- Die letzten Wittelsbacher. Phaidon-Verlag, Wien 1929.
- Die Prä-Raphaeliten. Verlag die Fähre, Düsseldorf 1946.
- Ein rheinisches Dichterleben (Strombücher; BD. 16/17). Strom-Verlag, Bonn 1927.
- Ferdinand Freiligrath. Aufbau-Verlag, Berlin 1948.
- Gegen Shaw. Eine Streitschrift. Reissner, Dresden 1925.
- Heinrich Heine. Aufbau-Verlag, Berlin 1947.
- Letzte Bilder. Cassirer, Berlin 1915
- Lovis Corinth. Ein Maler unserer Zeit; sein Lebenswerk. Delphin-Verlag, München 1917.
- Meister der Frühe. Verlag die Fähre, Düsseldorf 1947.
- Neue Bilder. Von Horaz bis Richard Wagner. Cassirer, Berlin 1912.
- Schattenbilder und Lichtbilder. Stuttgart 1926.
- Ausgewählte Schattenbilder. 20 Musikerportraits. Econ, Düsseldorf 1965.
- Schattenbilder. Eine Fibel für Kulturbedürftige in Deutschland. Cassirer, Berlin 1909. Zahlreiche weitere Ausgaben. 1929 90. Auflage.
- Schiller. Eine Rede zu seinen Ehren. Rowohlt, Leipzig 1910.
- Schubert und die Frauen. Drei-Eulen-Verlag, Düsseldorf 1946.
- Skizzen aus Litauen, Weissrussland und Kurland ; 60 Steinzeichnungen von Hermann Struck. Stilke, Berlin[9] 1916
- Sterblich Unsterbliche, 24 Portraits von Pascal bis Berlioz. Verlag Bruno Cassirer, Berlin 1926

Theaterstücke
- Alles um Geld. Ein Stück. 4. Aufl. Engelhorn, Stuttgart 1913 (EA Leipzig 1911).
- Alles um Liebe. Eine Komödie. Engelhorn, Stuttgart 1922 (EA Leipzig 1910).
- Anna Walewska. Eine Tragödie in 5 Aufzügen. Verlag Sassenbach, Berlin 1899.
- Belinde. Ein Liebesstück in fünf Aufzügen. Rowohlt, Leipzig 1913.
- Das Ende der Marienburg. Ein Akt aus der Geschichte. Gurlitt, Berlin 1918.
- Das grüne Haus. Ein Schauspiel (RUB; Bd. 6215). Reclam, Leipzig 1925 (EA Meiningen 1921).
- Der Frauentausch. Ein Spiel in fünf Aufzügen. Wolff, Leipzig 1914.
- Der Irrgarten. Ein Schauspiel. Gurlitt, Berlin 1918.
- Der Morgen nach Kunersdorf. Ein vaterländisches Stückchen. Schöningh, Paderborn 1933 (EA Leipzig 1914).
- Der Mückentanz. Ein Spiel. Engelhorn, München 1922.
- Der natürliche Vater. Ein bürgerliches Lustspiel. Rowohlt, Leipzig 1909.
- Der rote Mond. Ein Schaustück. Engelhorn, Stuttgart 1925.
- Der Traum vom Rhein. Drehbuch zum Film Herbert Eulenberg und Herbert Selpin 1933.
- Der Spion. Ein Lustspiel in drei Aufzügen. Engelhorn, Stuttgart 1921.
- Der Übergang. Eine Tragödie. Engelhorn, Stuttgart 1922.
- Die Insel. Ein Spiel. Gurlitt, Berlin 1918.
- Die Nachtseite. Drei Aufzüge. Gurlitt, Berlin 1918.
- Die Welt ist krank. Ein Stück von heute. Engelhorn, Stuttgart 1922 (EA München 1920).
- Dogenglück. Eine Tragödie in fünf Aufzügen. Rowohlt, Leipzig 1910 (EA Berlin 1899).
- Ein halber Held. Tragödie in fünf Aufzügen (RUB; Bd. 4429). Reclam, Leipzig 1928.
- Ernste Schwänke, vier Einakter. Wolff, Leipzig 1913.
- Europa. Ein Hirtenstück aus der griechischen Sagenwelt (zwischen 1940 und 1944). Verlag die Fähre, Düsseldorf 1949.
- Gefährliche Liebschaft. Vier Einakter. Düsseldorf 1947.
- Industrie. Eine Bühnenrundschau unserer Zeit. Eulenspiegel-Verlag, Kaiserswerth 1927.
- Kassandra. Ein Drama. Rowohlt, Leipzig 1913 (EA Berlin 1903).
- Künstler und Katilinarier. Ein Schauspiel in vier Aufzügen. Rowohlt, Leipzig 1911.
- Leidenschaft. Trauerspiel in fünf Aufzügen (RUB; Bd. 4202). Reclam, Leipzig 1901.
- Mächtiger als der Tod. Ein Leiden- und Freudenspiel. Engelhorn, Stuttgart 1921.
- Messalina. Ein Zwiegespräch über die Ehe. Wolff, Leipzig 1915.
- Münchhausen. Ein deutsches Schauspiel. Engelhorn, Stuttgart 1925 (EA Berlin 1900).
- Ritter Blaubart. Ein Märchenstück in fünf Aufzügen. Universal-Edition, Wien 1920 (Musik von Emil Nikolaus von Reznicek).
- Simson. Eine Tragödie nebst einem Satyrspiel (Moderne Bühne). Reiss, Leipzig 1910.
- Ulrich Fürst von Waldeck. Ein Schauspiel. Rowohlt, Leipzig 1916 (EA Berlin 1907).
- Zeitwende. Ein Schauspiel in fünf Akten. Wolff, Leipzig 1914.

Werkausgaben
- Ausgewählte Werke in 5 Bänden. Verlag J.Engelhorns Nachf. Stuttgart 1925

1. Lyrische und dramatische Dichtungen.
2. Dramen aus der Jugendzeit.
3. Dramen aus dem Mannesalter.
4. Schattenbilder und Lichtbilder.
5. Erzählende Werke.

### Als Herausgeber
- Ein Wanderbuch rund um Düsseldorf. Bagel, Düsseldorf 1910.
- Das keimende Leben. Aus dem Nachlass eines jungen jüdischen Rechtsanwalts. 2. Aufl. Rowohlt, Leipzig 1911.
- Selbstbildnisse. Hans Müller Verlag, Stuttgart 1948.

## Zeitschriftenbeiträge (Auswahl)
In: Der sozialistische Arzt
- Stimmen gegen den § 218. 7. Jg. (1931), Heft 4 (April), S. 102 Digitalisat